# Nikodem Dworczak
Nikodem Dworczak (ur. 2 marca 1998) – polski lekkoatleta specjalizujący się w biegach długodystansowych. Trzykrotny młodzieżowy mistrz Polski w biegu na 3000 metrów z przeszkodami (Sieradz 2018), (Lublin 2019), (Biała Podlaska 2020).

## Rekordy życiowe
Opracowano na podstawie
| Konkurencja                        | Obiekt  | Data             | Miejsce      | Wynik    |
| ---------------------------------- | ------- | ---------------- | ------------ | -------- |
| bieg na 1500 metrów                | stadion | 16 czerwca 2019  | Chorzów      | 3:53:63  |
| bieg na 3000 metrów                | stadion | 8 kwietnia 2022  | Durham       | 8:24:82  |
| bieg na 3000 metrów z przeszkodami | stadion | 17 kwietnia 2021 | Richmond     | 8:57:93  |
| bieg na 5000 metrów                | stadion | 8 kwietnia 2022  | Durham       | 14:14:88 |
| bieg na 10000 metrów               | stadion | 12 maja 2022     | Jacksonville | 29:49:33 |

## Osiągnięcia
Opracowano na podstawie
| Rok  | Impreza                | Miejsce        | Konkurencja                        | Pozycja    | Wynik    |
| ---- | ---------------------- | -------------- | ---------------------------------- | ---------- | -------- |
| 2018 | Mistrzostwa Polski U23 | Sieradz        | bieg na 3000 metrów z przeszkodami | 1. miejsce | 9:01:13  |
| 2018 | Mistrzostwa Polski U23 | Sieradz        | bieg na 5000 metrów                | 3. miejsce | 14:40:97 |
| 2019 | Mistrzostwa Polski U23 | Szczecinek     | bieg na 5000 metrów                | 3. miejsce | 15:10:86 |
| 2019 | Mistrzostwa Polski U23 | Lublin         | bieg na 3000 metrów z przeszkodami | 1. miejsce | 9:02:51  |
| 2020 | Mistrzostwa Polski U23 | Biała Podlaska | bieg na 3000 metrów z przeszkodami | 1. miejsce | 9:33:35  |